# Вилоподібний хрест (геральдика)
Вилоподібний хрест (палл) — в геральдиці і вексилології є Y — подібною геральдичною фігурою, що має кінці в трьох кутах поля.

## Опис
Прикладом балки, що розходиться у горизонтальний вилоподібний хрест, є зелена частина південноафриканського національного прапора.
Якщо в хресті є симетрія, її блазон може бути спрощений в геральдичній мові використовується термін «між» — «посеред, щоб зробити симетричну композицію». Герб Сен-Вандріль-Рансону є прикладом, коли французький опис є подібним до традиційного англійського блазону, проте його можна описати спрощеним англійським блазоном.
Фігура може ділити монохромний щит на три поля, одне між Y-плечами та інше поле з кожного боку, а може і на поля різних градацій. Під час блазону спочатку звертається до верхнього поля, потім до правого і, нарешті, лівого.

## Варіанти
Вилоподібний хрест, який не сягає країв щита і має загострені кінці, називається вилкою, хоча деякі геральдичні джерела не роблять різниці між вилоподібним хрестом і вилкою.
Хрест, що стоїть догори ногами, називається перевернутим.
Вилоподібний хрест на щиті може вказувати на зв'язок з духовенством, особливо з архієпископством, хоча в цих випадках нижня кінцівка зреста зазвичай не сягає краю щита і має бахрому. Такий хрест часто називають церковною паллією або паллієм. Це стосується церковного одягу, з якого походить цей геральдичний знак.
Подібно до інших геральдичних зображень, у розділі поділу щита згадується вилоподібний поділ, коли три поля безпосередньо стикаються одне з одним, не маючи «видимого» хреста.

## Модифіковані хрести
Вилоподібні хрести можуть бути модифіковані більшістю ліній поділу, наприклад хвилястими, як у гербі Сен-Вандріль-Рансон.
Ширина можлива від ширини стовпа до нитки.
Хрест, накладений на стовп (Ψ), називається дишлом або ластовицею.
Якщо ширина хреста значна, а верхнє поле між кінцями однакового кольору, тобто Y-подібна секція, заповнена тим же кольором, це називається шмат вилки.

## Галерея

Обтяжений вилкоподібний хрест
Герб Шепетівки
Герб графа Гленкерна
Герб Архієпископа Кентерберійського
Герб Тривдар
Герб Сен-Вандрій-Рансона
Вилкоподібний поділ щита
Печать Шанхайського міжнародного поселення
Вилковий хрест
Прапор Південно-Африканської Республіки
Прапор Вануату